# Perui bukóhojsza
A perui bukóhojsza (Pelecanoides garnotii) a madarak (Aves) osztályának a viharmadár-alakúak (Procellariiformes) rendjébe, ezen belül a bukó viharmadárfélék (Pelecanoididae) családjába tartozó faj.

## Előfordulása
Peru, Chile partjainál és a Csendes-óceánon él.

## Megjelenése
Testhossza 23-24 centiméter. Zömök teste és kampós csőre van. Tollruhája felül sötét, alul világos, ami a tengeri madarakra általában jellemző.

## Életmódja
A mélyen a víz alá bukva szerzi kis halakból és rákokból álló táplálékát.

## Szaporodása
Egyszerű fészek egy költőüreg végén. Telepesen költ.